# Hermannia procumbens
Hermannia procumbens är en malvaväxtart. Hermannia procumbens ingår i släktet Hermannia och familjen malvaväxter.

## Underarter
Arten delas in i följande underarter:
- H. p. myrrhifolia
- H. p. procumbens